# Parceria
Uma parceria é um arranjo em que duas ou mais partes estabelecem um acordo de cooperação para atingir interesses comuns.
Parcerias podem ser estabelecidas entre sujeitos públicos ou privados, individuais ou coletivos, para a realização de intervenções finalizadas sobretudo ao desenvolvimento econômico ou social de um determinado grupo ou território.
As parcerias funcionam como uma estratégia empresarial com vista à otimização da sustentabilidade empresarial. Dentre várias vantagens destaca-se: a compatibilidade de objetivos estratégicos, o aumento da rentabilidade, a confiança, a melhoria de acesso ao mercado, o fortalecimento das operações, a melhoria da capacidade tecnológica.

## Histórico
As parcerias têm uma longa história; eles já eram usados na época medieval na Europa e no Oriente Médio. De acordo com um artigo de 2006, a primeira parceria foi implementada em 1383 por Francesco di Marco Datini, um comerciante de Prato e Florença. A empresa Covoni (1336-40) e a empresa Del Buono-Bencivenni (1336-40) também foram referidas como parcerias iniciais, mas não eram parcerias formais.